# Holmby Hills
Holmby Hills es un barrio ubicado en el distrito de Westwood al oeste de Los Ángeles. Limita con el barrio de Beverly Hills al este,  con Wilshire Boulevard al sur, Westwood al oeste, y  con Bel Air al norte. Sunset Boulevard es la calle principal de la zona de Holmby Hills, que divide secciones al norte y al sur. Holmby Hills suele ser reconocidos por sus farolas únicas. El barrio suele tener un tráficos congestionado, por esto, en un esfuerzo por reducir el problema, se instalaron reductores de velocidad en varias de sus calles principales.

## Historia
La zona de la actual Holmby Hills fue la patria de los Tongva-Gabrielino, nativos americanos que tenían una presencia en la región desde hace más de 8.000 años.
El primer europeo en la tierra en lo que en la actualidad es Holmby Hills, Bel Air, Westwood y Beverly Hills, era el soldado español Máximo Alanis, quien fue el concesionario de las 4438 hectáreas (18 km²) del Rancho San José de Buenos Aires desde una concesión de tierra mexicana emitida por la Alta California, cuyo gobernador era Manuel Michelta en 1843.
En 1858, el terreno es vendido a Benjamin Davis Wilson, el segundo alcalde de Los Ángeles y homónimo del Monte Wilson, en las montañas de San Gabriel. En 1884, Wilson vendió el Rancho San José de Buenos Aires de 2000 acres (8 km²), al sobrino del líder pionero William Wolfskill, hijo de Mathus (Mathius) Wolfskill, hermano menor de William. Él pagó $10 por acre y construyó una casa, cerca del actual Templo Mormón de Los Ángeles. 
El desarrollo de Holmby Hills comenzó cuando Arthur Letts compró 400 acres (1,6 km²) de la hacienda original, Wolfskill en $100 por acre. Llamó al desarrollo "Holmby Hills", el cual era vagamente derivado del nombre de su ciudad natal, una pequeña aldea en Inglaterra llamado Holdenby, y también fue el nombre de su estado en Hollywood. Letts murió repentinamente en 1923. Su hijo-en-ley, Harold Janss, se hizo cargo del proyecto. La zonificación para la comunidad, que se extiende a Sunset Boulevard, fue diseñado para dar cabida a muchos tamaños de hasta 4 acres (16.000 m²). Las calles fueron nombradas después de lugares en Gran Bretaña: Devon Avenue después de Devon, el condado en el sudoeste de Inglaterra; Charing Cross Road después de la unión de Charing Cross, en Londres; Conway Avenida después de Conwy en País de Gales, etc. En la década de 1920, se añadieron farolas específicamente de estilo Inglés al barrio. Tras el desplome de Wall Street de 1929, se construyeron grandes mansiones.
En 2012, los residentes trataron de ser anexados a la ciudad de Beverly Hills, California, para asegurarse de que sus baches se repararían (que el Ayuntamiento de Los Ángeles no ha logrado hacer a pesar de los impuestos de bienes), pero esto fue rechazado por John A. Mirisch, entonces concejal de la ciudad de Beverly Hills y después alcalde.
De acuerdo con el sitio web de la Asociación de Propietarios de Holmby Hills: "En la década de 1920, Sunset Boulevard era un camino rural de dos carriles, conocido como Beverly Boulevard Su nombre se cambió cuando se abrió a través del Océano Pacífico Cuando Sunset Boulevard se amplió en cuatro. Holmby Hills fue, para propósitos prácticos, dividida al norte y sur secciones". La parte norte es servida por la Asociación de Propietarios de Holmby Hills, mientras que la parte sur es servida por el e Holmby Westwood Property Owners Association. Sin embargo, en 2013, los residentes de Holmby Hills Homeowners Association Board decidieron llegar a los dueños de una casa al sur de la puesta del sol (y al este de Beverly Glen) para hacer crecer la asociación con los nuevos miembros también residentes en Holmby Hills que tienen intereses similares.